# Bernardinus Klumper
Bernardinus Klumper (ur. 19 marca 1864 w Amsterdamie, zm. 6 maja 1931 w Rzymie) – holenderski franciszkanin, generał Zakonu Braci Mniejszych w latach 1921–1927.

## Życiorys
Urodził się w 19 marca 1864 w Amsterdamie. Do franciszkanów wstąpił w 1881 roku. Po ukończeniu studiów filozoficzno-teologicznych przyjął święcenia kapłańskie w 1887 roku. Studiował prawo w Rzymie. Po powrocie do Holandii był wykładowcą w seminarium prowincjalnym w latach 1889–1898. W 1989 został wykładowcą w rzymskim Antonianum. W 1904 papież Pius IX mianował go członkiem komisji kodyfikującej kodeks prawa kanonicznego.  W latach 1921–1927 był generałem zakonu. Przyczynił się do rozwoju misji franciszkańskich. Współtworzył czasopismo „Antonianum”. Zmarł 6 maja 1931 roku w Rzymie. W 1934 ciało o. Klumpera przeniesiono do Holandii do klasztoru w Weert.